# Sinopliosaurus
Sinopliosaurus là một chi thằn lằn cổ rắn, được Young mô tả khoa học năm 1944.